# Caladenia aestiva
Caladenia aestiva är en orkidéart som beskrevs av David Lloyd Jones. Caladenia aestiva ingår i släktet Caladenia och familjen orkidéer. Inga underarter finns listade i Catalogue of Life.